# Bratko Kreft
Bratko Kreft (n. 11 februarie 1905, Maribor, Slovenia – d. 17 iulie 1996, Ljubljana, Slovenia) a fost un dramaturg, scriitor, istoric literar, profesor universitar și regizor de teatru sloven. Kreft a primit de trei ori Premiul Prešeren.
Printre altele, Kreft a fost redactor și secretar la revista Mladina⁠(d) (Tinerețea) a lui Srečko Kosovel⁠(d), director artistic și director al Delavski oder din Ljubljana și director al Teatrului Național din Ljubljana. A fost profesor de literatură rusă contemporană la Facultatea de Arte și membru corespondent al Academiei Croate de Științe și Arte (JAZU).

## Biografie
S-a născut la 11 februarie 1905 la Maribor și a crescut în Prlekija⁠(d), în Sveti Jurij ob Ščavnici. După ce a terminat cursurile liceului din Maribor, unde a absolvit în 1924, a plecat la Viena în anul universitar 1924/25. Kreft a urmat studii slavice și istoria la Viena. De asemenea, a participat la prelegeri de dramaturgie. Și-a continuat studiile la Ljubljana, unde a studiat și literatura comparată și teoria literaturii, având ca materii auxiliare limba slovenă, germana și istoria. A absolvit în februarie 1929. Deja în anii universitari a activat în literatură, printre altele a fost co-editor și colaborator la revista Mladina⁠(d) (Tinerețea) a lui Srečko Kosovel⁠(d) (în 1925–1926). 
În stagiunea 1930/31, a fost angajat ca regizor la Teatrul Național din Ljubljana. La început a regizat doar lucrări de operă, apoi și dramă. În același timp, s-a dedicat muncii culturale, editoriale și științifice. A colaborat cu revista de avangardă Tank și în 1932-35 a fost redactorul primei reviste marxiste slovene Književnost. În 1939, și-a luat doctoratul cu tema Influența lui Shakespeare asupra dezvoltării viziunii dramatice a lui Pușkin. În iarna anului 1941/42, a studiat literatura rusă la Roma, unde a fost nevoit să se retragă din cauza viziunii sale comuniste asupra lumii. 
După Al Doilea Război Mondial, în aprilie 1946, a fost angajat ca dramaturg la Teatrul Național Dramatic Sloven (SNG Drama) din Ljubljana, unde a rămas până în toamna anului 1955. În 1948, a câștigat primul Premiu Prešeren pentru adaptarea și regia tragediei Tugomer de Josip Jurčič. În același an, a fost angajat pentru un an universitar ca profesor de literatură rusă modernă la Facultatea de Arte, unde s-a întors din nou la începutul anului 1957. În acel an a primit și al doilea Premiu Prešeren, și anume pentru regia lui Henric al IV-lea de Shakespeare, iar al treilea în 1975 pentru munca sa de o viață în domeniul artei literare și teatrale. În 1975, a primit și Premiul Avnoj, iar în 1981, Premiul Steri pentru contribuția remarcabilă la progresul artei și culturii dramatice.
În 1962 a încetat să lucreze ca profesor universitar și s-a pensionat, dar a rămas activ în domeniul studiilor slavice. A devenit membru corespondent al Academiei Croate de Științe și Arte (Hrvatska akademija znanosti i umjetnosti, JAZU) și membru al Academiei Slovene de Științe și Arte (Slovenska akademija znanosti in umetnosti, SAZU) - mai întâi a fost membru al comisiei terminologice și al consiliului științific al Institutului de Etnologie Slovenă, iar în 1962 a devenit directorul Institutului de Limbă Slovenă de la SAZU, pe care l-a a condus timp de 20 de ani (până în 1982), iar în 1966 a fost și secretarul clasei Academiei de științe filologice și literare. În anii 1976-1992 a fost vicepreședintele SAZU. În acest timp, a pregătit numeroase prelegeri și lucrări despre literatura slovenă și străină (în principal rusă), a fost redactor în anul 9 al revistei Limbă și literatură (1963/64), membru și din 1959 și președinte al Uniunii Societăților Slave din Iugoslavia, președinte al Societății Slave (1963–1968) și membru de onoare al acesteia, membru al Comitetului Internațional Slavic și din 1973, a devenit președinte și membru corespondent al Academiei Macedonene de Științe și Arte (Makedonska akademija znanosti in umetnosti, MANU). În 1975, a primit Premiul Prešeren pentru munca sa de o viață în domeniul artei literare și teatrale și a fost numit și cetățean de onoare al orașului Maribor.
Fiul său este politicianul și filozoful sloven Lev Kreft⁠(d).

## Lucrări scrise
Ca dramaturg, Kreft a preferat subiectele din istoria Sloveniei. Mai degrabă decât destinele individuale, el era interesat de relațiile dintre clasele sociale.
Printre piesele sale majore se numără: Celjski grofje (Conții de Celje, 1932); Kreature (1948); Velika puntarija (1937); Kranjski komedijanti (1946); Tugomer (1946); Balada o poročniku in Marjutki (1960) sau V ječi življenja (1979).

### Proză
- Človek mrtvaških lobanj: Kronika raztrganih duš (roman) (1929)COBISS 34721537
- Med potniki in mornarji: Potopisni fragmenti (1936)COBISS 307713 Între călători și marinari: fragmente de călătorie
- Povesti iz nekdanjih dni (proză scurtă) (1950)COBISS 33864193
- Kalvarija za vasjo in druge povesti iz Prlekije (povestiri) (1961)COBISS 2896385
- Proti vetru za vihar (nonficțiune) (1965)COBISS 2968065

### Teatru
- Leto 1905 (1923)
- Nemoč (1924)
- Tiberij Grakh (1925)COBISS 424193

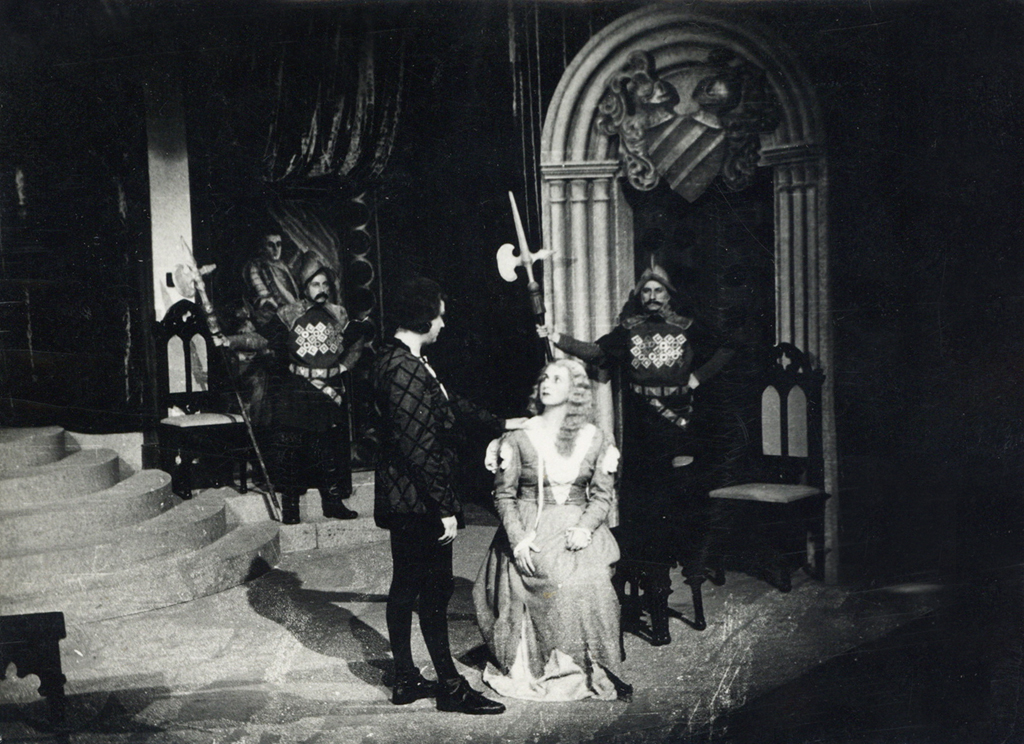
Reprezentarea dramei Conții de Celje în 1950 la SNG Drama Ljubljana

- Celjski grofje: Drama iz življenja srednjeveških fevdalcev, katerim so tlačani naši predniki (1932)COBISS 15446784
- Velika puntarija: Dramska kronika iz l. 1573 v petih dejanjih (1937)COBISS 28701953
- Krajnski komedijanti: Ena komedia v treh aktih katera Linharta inu "Županovo Micko" tiče (1946)COBISS 20820225
- Tugomer: Tragedija v petih dejanjih (prepesnitev Jurčičevega in Levstikovega Tugomera) (1946)COBISS 14416135
- Kreature: Komedija v treh dejanjih (1948)COBISS 191233
- Dr. Francè Prešeren: Scenarij (1951)COBISS 442113
- Balada o poročniku in Marjutki (1960)COBISS 2334721
- Po brezkončni poti: Prizori iz pesnikovega življenja (1964) COBISS 3505132
- V ječi življenja: Neblaga igra iz zadnjih dni pesnikovega življenja (1979)COBISS 623134

### Monografii profesionale
- Gledališče in francoska revolucija (1939)COBISS 1467507 Teatrul și Revoluția Franceză
- Puškin in Shakespeare (1952)COBISS 1030401 Pușkin și Shakespeare
- Portreti (1956) COBISS 1908488
- Poslanstvo slovenskega gledališča (1960)COBISS 20905473 Misiunea Teatrului Sloven
- Gledališče in revolucija  (1963)COBISS 5307904
- Dramaturški fragmenti (1965)COBISS 5308928
- Življenje za človeka: Portret dr. Jožeta Potrča (1970)COBISS 6366977
- Turgenjev in Marko Vovčok (1983)COBISS 12543496